# Nationalpark Gennargentu
Nationalpark Gennargentu (italiensk: Parco Nazionale del Golfo di Orosei e del Gennargentu) er en nationalpark på østkysten af den italienske ø Sardinien.
Parkens fauna omfatter Felis lybica sarda (også kendt som Sardinsk vildkat), muflon, skovmår, the væsel, syvsovere, havesyvsover, the Sardinsk ræv, gåsegrib, kongeørn, høgeørn, vandrefalk, stor flagspætte, sommerfuglen korsikansk svalehale. af marine pattedyr findes middelhavsmunkesæl, finhval, kaskelothval, og forwskellige mindre hvaler og delfiner.
Mationalparken ligger i provinserne Nuoro og Ogliastra.
Det højeste bjerg på Sardinien, Punta La Marmora, i bjergkæden Gennargentu ligger i nationalparkens område.

## Galleri
- Bruncu Spina's skiresort
- Monte Spada
- Monte Fumai
- Pæon i Gennargentu
- En frodig skov
- Punta Sos Nidos
- Cala Goloritzé
- Cala Sisine